# Kukhnja
Kukhnja (russisk: Кухня, tr. Kukhnja; dansk: køkken) er en russisk sitcom produceret af Yellow, Black and White og Keystone Production for STS.
I hovedrollen ses Maksim Lavrov (Марк Богатырёв; Mark Bogatyrjov), som arbejder hårdt for at blive en succesfuld kok. I første afsnit bliver han ansat hos den eksklusive restaurant Claude Monet i Moskva.